# (1225) Ариана
(1225) Ариана (лат. Ariane) — астероид главного пояса, который был открыт 23 апреля 1930 года голландским астрономом Х. ван Гентом в обсерватории Йоханнесбурга и назван в честь главной героини пьесы Габриэля Марселя «Le Chemin de crête».

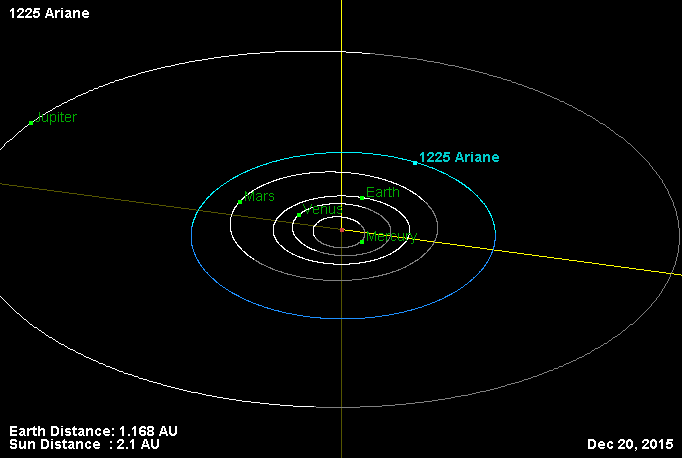
Орбита астероида Ариана и его положение в Солнечной системе